# Spinasteron
Spinasteron là một chi nhện trong họ mierenjagers (Zodariidae).

## Các loài
Các loài trong chi này gồm:
- Spinasteron arenarium Baehr, 2003
- Spinasteron barlee Baehr, 2003
- Spinasteron casuarium Baehr, 2003
- Spinasteron cavasteroides Baehr & Churchill, 2003
- Spinasteron knowlesi Baehr, 2003
- Spinasteron kronestedti Baehr, 2003
- Spinasteron lemleyi Baehr, 2003
- Spinasteron longbottomi Baehr, 2003
- Spinasteron ludwigi Baehr & Churchill, 2003
- Spinasteron mjobergi Baehr, 2003
- Spinasteron nigriceps Baehr, 2003 *
- Spinasteron peron Baehr, 2003
- Spinasteron ramboldi Baehr & Churchill, 2003
- Spinasteron sanford Baehr, 2003
- Spinasteron spatulanum Baehr & Churchill, 2003
- Spinasteron waldockae Baehr, 2003
- Spinasteron weiri Baehr, 2003
- Spinasteron westi Baehr, 2003
- Spinasteron woodstock Baehr, 2003